# Estádio Olímpico de White City
O Estádio Olímpico de White City foi o primeiro estádio construído com o propósito exclusivo de sediar os Jogos Olímpicos. Erguido em dez meses onde antes era um fazenda na área de White City, em Londres, Inglaterra, o estádio foi inaugurado em abril de 1908 por Sua Majestade o Rei Eduardo VII e serviu de palco para as principais competições dos Jogos Olímpicos de 1908.
Com capacidade para 68 mil espectadores sentados e uma capacidade total de 110 mil com a instalação de arquibancadas móveis extras, o estádio foi palco tanto do atletismo quanto de provas como arco e flecha e ginástica durante os Jogos.
Com o correr dos anos, ele foi sendo usado para diversas outras atividades como futebol, rugby, corrida de cachorros e de velocidade. Sediou, em caráter excepcional, uma única partida da Copa do Mundo FIFA de 1966, o jogo entre França e Uruguai na fase de grupos. Nesta Copa, todos os outros jogos marcados para Londres ocorreram no Estádio de Wembley, no qual ocorriam corridas de cachorros todas as sextas-feiras, e a referida partida estava marcada para o dia 15 de julho, uma sexta-feira, mas os donos do estádio não aceitaram cancelar o páreo daquela semana nem mesmo para uma partida de Copa do Mundo; assim, a solução foi remanejá-la.
Demolido em 1985 para a construção do novo complexo de prédios da BBC, a televisão estatal britânica, o local onde se localizava a linha de chegada na pista de atletismo ainda existe demarcado e conservado como relíquia - ali aconteceu a mais dramática chegada da maratona na história dos Jogos, vencida pelo italiano Dorando Pietri, e é a distância exata de 42.195m desde a linha de partida, marcando pela primeira vez esta distância para a maratona - numa praça existente hoje no local.